# Obuchiwka
Obuchiwka (ukrainisch Обухівка; russisch Обуховка Obuchowka) ist eine Siedlung städtischen Typs im Zentrum der Ukraine mit 9273 Einwohnern (2015).

## Geographie
Obuchiwka liegt im Rajon Dnipro, in gleichnamiger Oblast an der Mündung des Oril in den Dnepr. Die Gemeinde grenzt im Westen an das 3.766 Hektar großen Ramsar-Gebiet des Dnepr-Oril-Naturreservates und im Osten an die Stadt Dnipro, zu deren Agglomeration sie gehört.

## Geschichte
Der 1648 erstmals als Obuchowka/Obuchiwka (Обухівка) erwähnte Ort (nach dem Kosaken Andrei Obuch benannt) erhielt im Jahr 1938 den Status einer Siedlung städtischen Tys. 1938 wurde die Ortschaft nach dem sowjetischen Staats- und Parteifunktionär Sergei Kirow in Kirowske (ukrainisch Кіровське; russisch Кировское Kirowskoje) umbenannt, am 19. Mai 2016 wurde der Ort im Zuge der Dekommunisierung in der Ukraine auf seinen alten Namen Obuchiwka zurückbenannt.

## Verwaltungsgliederung
Am 12. Juni 2020 wurde die Siedlung zum Zentrum der neugegründeten Siedlungsgemeinde Obuchiwka (Обухівська селищна громада/Obuchiwska selyschtschna hromada). Zu dieser zählen auch die Siedlung städtischen Typs Mykolajiwka sowie das Dorf Horjaniwske, bis dahin bildete sie zusammen mit dem Dorf Horjaniwske die gleichnamige Siedlungsratsgemeinde Obuchiwka (Обухівська селищна рада/Obuchiwska selyschtschna rada) im Westen des Rajon Dnipro.
Folgende Orte sind neben dem Hauptort Obuchiwka Teil der Gemeinde:
| Name                     | Name        | Name                        |
| ukrainisch transkribiert | ukrainisch  | russisch                    |
| ------------------------ | ----------- | --------------------------- |
| Horjaniwske              | Горянівське | Горяновское (Gorjanowskoje) |
| Mykolajiwka              | Миколаївка  | Николаевка (Nikolajewka)    |

### Bevölkerungsentwicklung

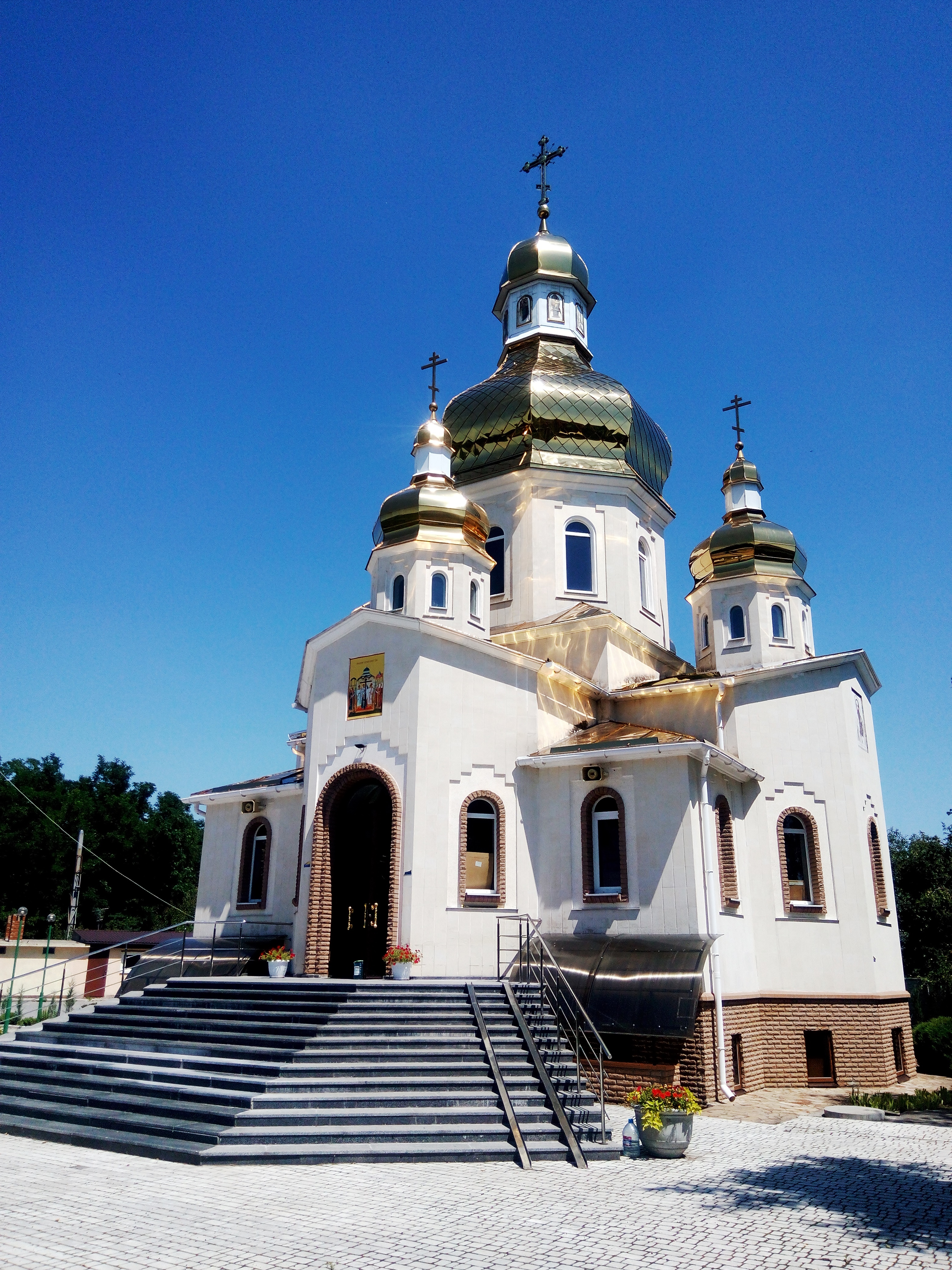
Kirche im Ort

| 1959  | 1970  | 1979  | 1989  | 2001  | 2015  |
| ----- | ----- | ----- | ----- | ----- | ----- |
| 7.915 | 7.221 | 7.638 | 8.100 | 8.249 | 9.273 |